# Setem
Setem es una federación de ONGD de España con la forma legal de asociación que centra su labor independiente en concienciar a nuestra sociedad sobre las desigualdades entre los países del Sur y del Norte. Sus campos de acción son:
- La educación para la Solidaridad y la Educación en Valores Humanos.
- La promoción de campañas de denuncia con propuestas alternativas para transformar la sociedad.
- La difusión y comercialización de productos de Comercio Justo para potenciar y extender el Consumo Responsable.

Fue fundada en 1968 y hoy cuenta con más de 4.000 voluntarios y miembros en España además de todos los voluntarios de otros países que un conjunto de todas las federaciones de setem hay 80000 voluntarios en todo el mundo.